# Сонцівська сільська рада (Устинівський район)
| Сонцівська сільська рада — колишній орган місцевого самоврядування у Устинівському районі Кіровоградської області з адміністративним центром у с. Сонцеве. Сільській раді підпорядковані населені пункти: - с. Сонцеве |

## Склад ради
Рада складається з 12 депутатів та голови.

### Керівний склад ради
| ПІБ                   | Основні відомості                                                         | Дата обрання | Дата звільнення |
| --------------------- | ------------------------------------------------------------------------- | ------------ | --------------- |
| Нужна Любов Дмитрівна | Сільський голова, 1959 року народження, освіта, член Партії регіонів      | 26.03.2006   | 31.10.2010      |
| Нужна Любов Дмитрівна | Сільський голова, 1959 року народження, освіта вища, член Партії регіонів | 31.10.2010   |                 |

Примітка: таблиця складена за даними джерела

## Населення
Згідно з переписом УРСР 1989 року чисельність наявного населення сільської ради становила 454 особи, з яких 209 чоловіків та 245 жінок.
За переписом населення України 2001 року в сільській раді мешкали 354 особи.

### Мова
Розподіл населення за рідною мовою за даними перепису 2001 року:
| Мова       | Відсоток |
| ---------- | -------- |
| українська | 92,33 %  |
| молдовська | 3,41 %   |
| російська  | 2,84 %   |
| білоруська | 0,85 %   |
| циганська  | 0,57 %   |